# Zdzisław Beksiński

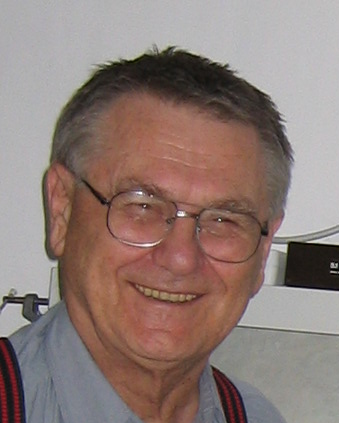
Zdzisław Beksiński (2003)

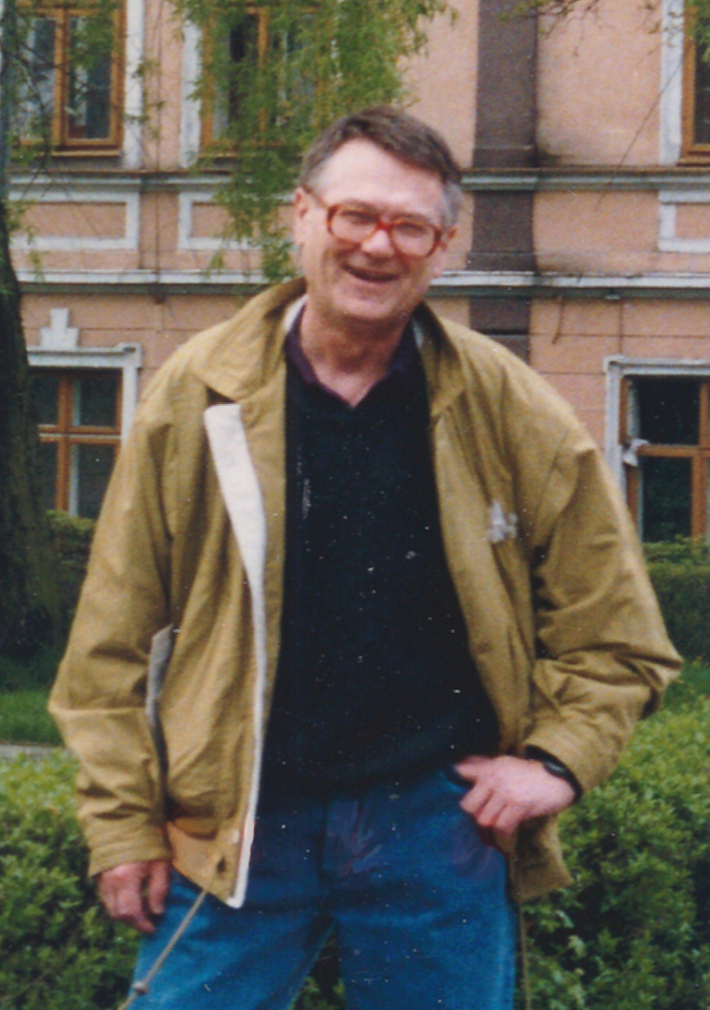
Zdzisław Beksiński (1991)

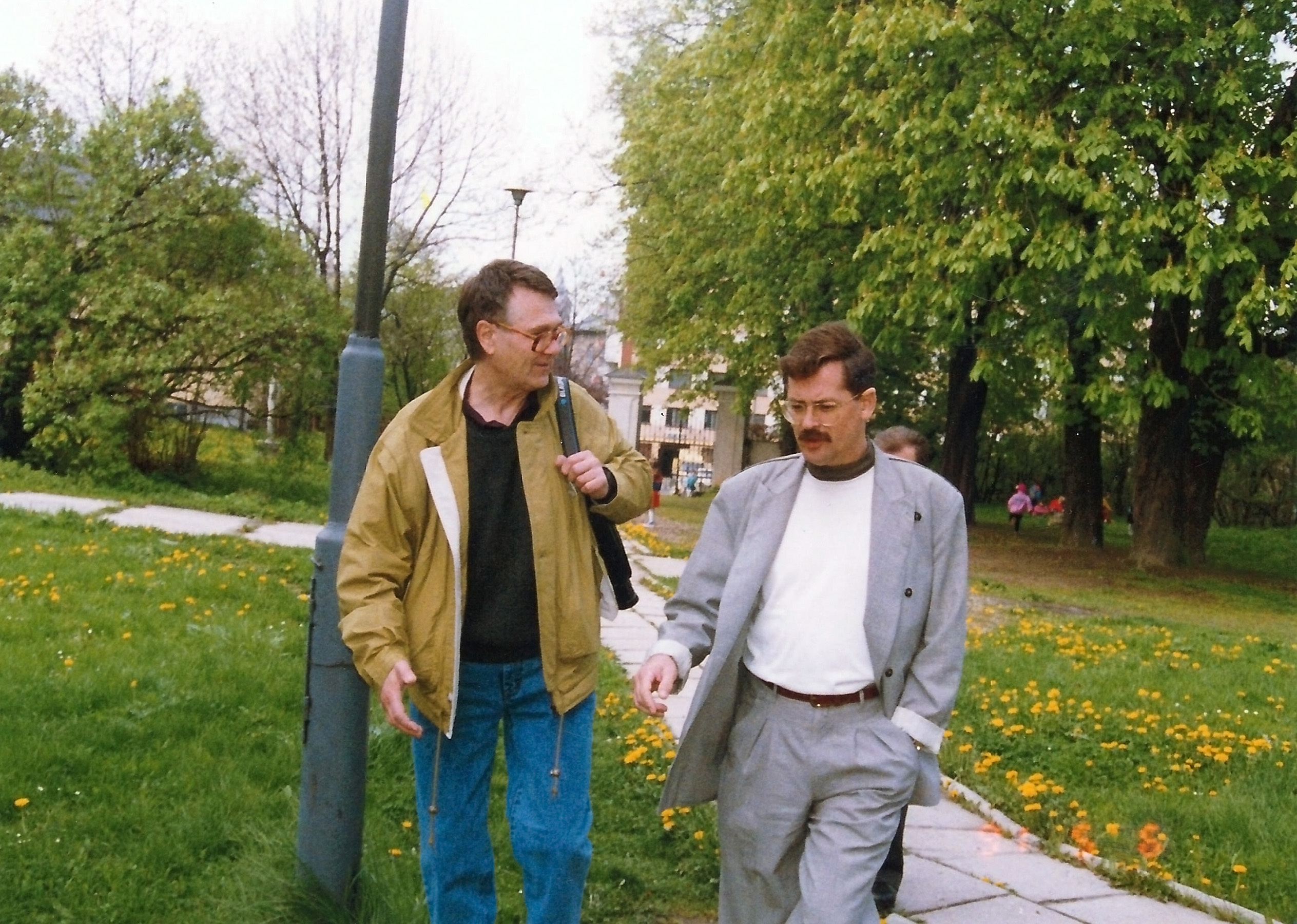
Zdzisław Beksiński und Piotr Dmochowski (1991)

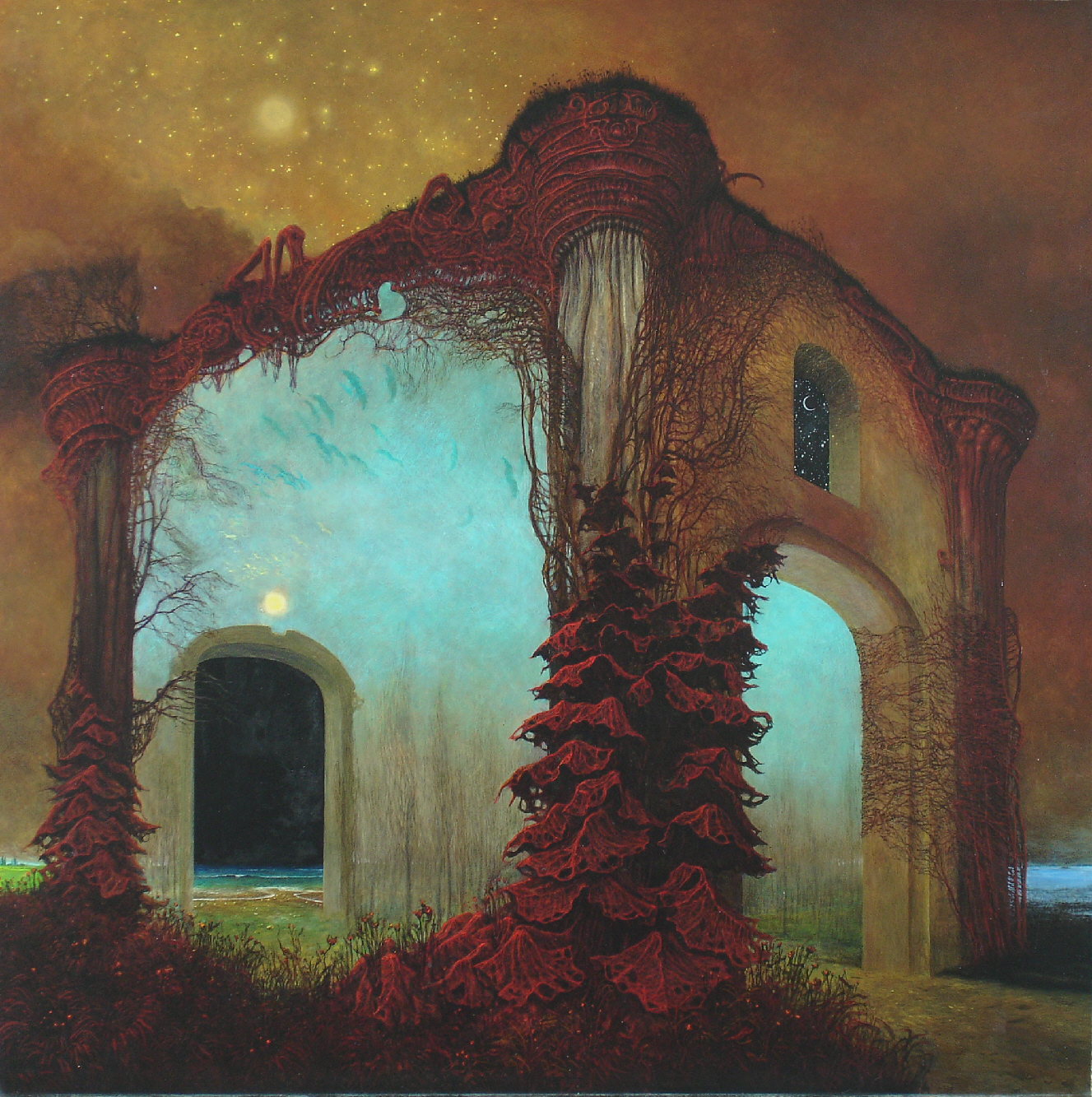
AA78 von Zdzisław Beksiński 1978.

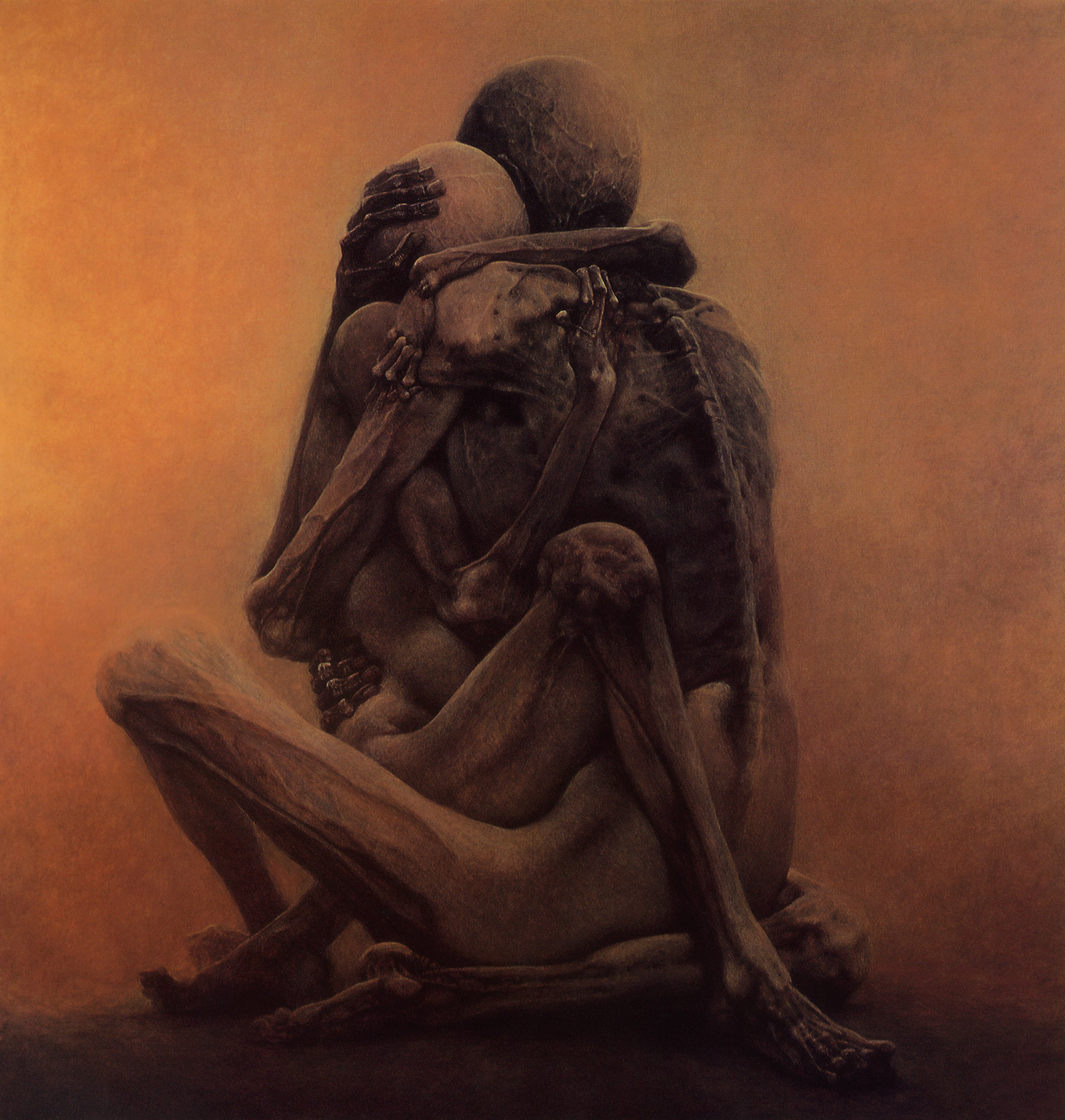

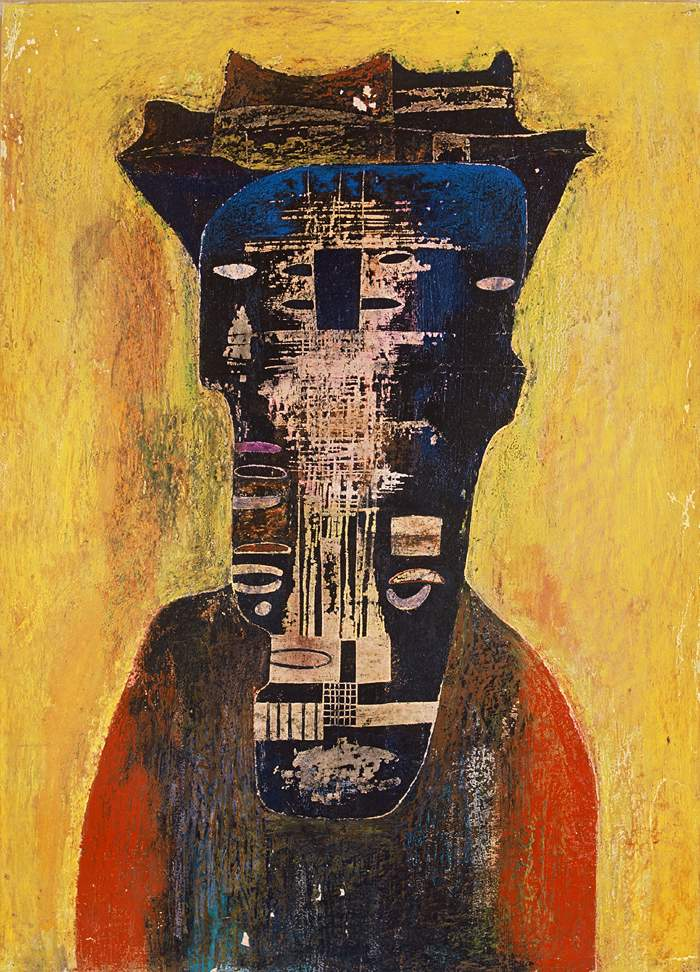
(1958)

Zdzisław Beksiński (Ausspracheⓘ; * 24. Februar 1929 in Sanok; † 21. Februar 2005 in Warschau) war ein polnischer Maler, Bildhauer, Grafiker und Designer.

## Leben
Beksińskis Familie lebte bereits seit Generationen in Sanok, wo auch er selbst aufwuchs. Während des Zweiten Weltkrieges besuchte er das dortige Handelslyzeum sowie ein Untergrundgymnasium. Damals lernte er auch Klavier spielen. Nach dem Abitur am Männergymnasium in Sanok begann er ein Studium der Architektur an der Technischen Universität in Krakau. Er wohnte in Krakau, später in Rzeszów, bevor er 1955 gemeinsam mit seiner Frau Zofia nach Sanok zurückkehrte. Das Paar hatte einen Sohn, Tomasz.
Von 1959 bis Anfang der 1970er Jahre arbeitete Beksiński als Designer in der Abteilung des Hauptkonstrukteurs der Omnibusfabrik Autosan, die von seinem Urgroßvater Mateusz Beksiński gegründet worden war. Als Designer entwarf er Prototypen für Großraum- und Kleinbusse, wie den SFW-1 Sanok, SFA-2, SFA-3, SFA-4 Alfa (1964) und den SFA-21. Seine Entwürfe zeichneten sich durch ein innovatives Design, größere Glasflächen und ergonomische Lösungen aus.
1977 verließ er mit Frau und Sohn die Stadt, nachdem die Stadtbehörden den Abbruch ihres Wohnhauses verfügt hatten, und zog nach Warschau um, wo er für den Rest seines Lebens blieb.
Sein Sohn starb 1999 durch einen Suizid, seine Frau starb nach einer schweren Krankheit.

## Schaffen
Heute verbindet kaum jemand Beksińskis Namen mit Schwarz-Weiß-Fotografie, doch als junger Künstler wurde er schnell bekannt, als er eine Reihe von Preisen in internationalen Wettbewerben gewann. Seine Bilder stellten menschliche Gestalten, oft in ungewöhnlichen Posen, dar. Gekrümmte, wie erschreckt aussehende Modelle waren mit Schnüren umwickelt, ihre Körper waren deformiert oder auf solche Art und Weise kadriert, dass nur Fragmente ihrer Körper zu sehen waren.
Wenig später wandte er sich der Skulptur zu. Zunächst beschäftigte er sich mit rein abstrakten Skulpturen, vor allem aus Metall, Draht und Blech. In jener Zeit entstanden auch Reliefe und Masken, die im Museum in Wrocław aufbewahrt werden.
Sein nächstes künstlerisches Betätigungsfeld war die Zeichnung, wobei auch die Zeichnungen zunächst halb abstrakt ausfielen. Anschließend ging er zur Figuration voller Erotik, Sadismus und Masochismus über. Wie schon auf seinen Fotos, zeigte Beksiński in seinen Zeichnungen deformierte Körper, die er oft während des Geschlechtsakts, gefesselt und genötigt darstellte. Ein sehr häufiges Motiv ist ein kleiner, gefesselter Junge, der eine halbnackte Frau anstarrt, die ihn mit einer Spitzrute schlägt. Erst am Ende seines Lebens kehrte er zur Zeichnung zurück.
Als er um 1964 mit der Malerei begann, widmete er sich ausschließlich der fantastischen, visionären und figurativen Malerei. Seine Werke malte er mit Ölfarbe auf Hartfaserplatte. Nie gab er seinen Gemälden Titel, weil er überzeugt war, dass sie von jedem Betrachter beliebig interpretiert werden können. Die erste Periode seiner Malerei war durch östliche Mystik beeinflusst, der Beksiński damals huldigte. Die Gemälde aus dieser Zeit waren voller Symbole und geheimnisvoller Andeutungen, sie waren düster und erschreckend.
Den ersten großen Ausstellungserfolg bedeutete für Beksiński die vom Kritiker Janusz Bogucki 1964 in Warschau organisierte Ausstellung, in der über dreißig seiner Bilder mit rein fantastischer Thematik ausgestellt wurden. Obwohl sich damals die avantgardistische Kritik von Beksiński abwandte, weil sie ihn für einen Renegaten hielt, wurde die Ausstellung vom Publikum begeistert aufgenommen. Der Künstler verkaufte dort alle ausgestellten Bilder und wurde zu einem bekannten polnischen Maler.
Nach seinem Umzug 1977 nach Warschau wuchs sein Ansehen beim Publikums ständig, gleichzeitig verschärfte sich die Kritik vonseiten seiner ehemaligen Verbündeten.
In den 80er Jahren wurde Beksiński nicht nur in Polen, sondern auch im Ausland bekannt. Er war befreundet mit dem in Paris wohnenden Piotr Dmochowski, einem Liebhaber und Sammler seiner Kunst. Dmochowski organisierte eine ganze Reihe von Ausstellungen in Frankreich, Belgien, Deutschland und Japan. In den Jahren 1989–1996 existierte in Paris die von Dmochowski gegründete Autorengalerie „Galerie Dmochowski – Musée galerie de Beksinski“. Am Anfang der 90er Jahre gab es eine kurze Zeit eine Dauerausstellung seiner Werke in einem privaten Kunstmuseum der europäischen Ostländer in Osaka, Japan. Dieses Museum existiert nicht mehr, der Verbleib der rund 70 Bilder Beksińskis, die in dieser Ausstellung gezeigt wurden, ist unbekannt.
In den 90er Jahren entfernte sich Beksiński immer mehr von der Phantastik. Er selbst nennt diese Periode auch „Barockperiode“. Er arbeitete jetzt vermehrt an der Form, weil er meinte, dass er, obwohl er weiterhin der Figuration treu bleibt, wieder so malen sollte, wie er dies in seiner Jugend tat, das heißt mit nur einem Ziel: eine durch die Rahmen begrenzte Fläche in bestimmter Ordnung zu bemalen. So wie das Malewicz bezeichnete. Diese Periode seines Schaffens nannte Beksiński „Gotikperiode“.
Da Beksiński ständig nach neuen Mitteln suchte, seine Visionen zu verbildlichen, experimentierte er nach 2000 mit dem Computer und dem Fotokopierer. Dabei gab er das Malen und Zeichnen nicht auf, sondern bediente sich dieser Ausdrucksformen nach wie vor.

## Meinungen
Wojciech Krukowski, Leiter des Warschauer Zentrums für zeitgenössische Kunst, meint, dass das Schaffen von Beksiński spezifisch und sehr persönlich war. Seiner Meinung nach ist es fast unmöglich, dieses Schaffen eindeutig zu bezeichnen, da es sich hauptsächlich über den Interessenbereich der Kritiker der neuesten Kunst hinaus entwickelte.

„Zdzisław Beksiński hatte diesen seltenen Mut, in der Kunst genau das, was er wollte, zu machen. Vielen Leuten schien es, dass der Künstler nur seine makaberen Erzählungen endlos spinnt: über Verletzung und Zerfall des Körpers, über die Sterbenden und Toten, darüber, dass der Tod allgegenwärtig ist und dass jeder Mensch ein Gerippe – das Symbol seines unvermeidlichen Schicksals, in sich enthält.“

In den oneirischen Visionen des Künstlers behaupteten Kritiker Spuren der traumatischen Kriegserlebnisse zu finden (Beksiński wohnte in der Nähe eines Ghettos), aber der Maler selbst verneinte entschieden diese Interpretationen.
Ähnlich wie im Falle des drei Monate früher verstorbenen Jerzy Duda-Gracz, waren die Werke von Beksiński beim Publikum populär, Kritiker jedoch betrachteten sie oft skeptisch.

„Wir alle haben das Problem des Todes vor den Augen. Ich bin keine Ausnahme. Persönlich habe ich größere Angst vor dem Sterben als vor dem Tod selbst. Das ist keine Angst vor Nichtigkeit, sondern vor dem Leiden, und das befürchte ich wohl mehr.“

## Ermordung
Beksiński wurde in seiner Wohnung in Warschau in der Nacht vom 21. zum 22. Februar 2005, einige Tage vor seinem 76. Geburtstag, ermordet. Sein Mörder war ein 19-jähriger aus Wołomin, der mit seiner Familie seit vielen Jahren für den Künstler gearbeitet hatte. Das Mordmotiv war die Weigerung Beksińskis, dem Mann eine kleine Geldsumme zu leihen. Der Täter fügte dem Maler siebzehn Messerstiche zu und trug anschließend zusammen mit seinem 16-jährigen Cousin die Leiche auf den Balkon hinaus und versuchte, die Tatspuren zu beseitigen. Dann stahl er aus der Wohnung zwei Fotokameras und CDs. Die Täter wurden von der Polizei zwei Tage nach dem Mord an Beksiński festgenommen. Im November 2006 wurden beide verurteilt – der Mörder zu 25 Jahren und sein 16-jähriger Cousin, für die „psychische Hilfe bei der Ermordung“, zu 5 Jahren Gefängnis. Der Verteidiger des Täters legte Berufung ein. Am 16. Mai 2007 bestätigte das Berufungsgericht in erster Instanz das Urteil.

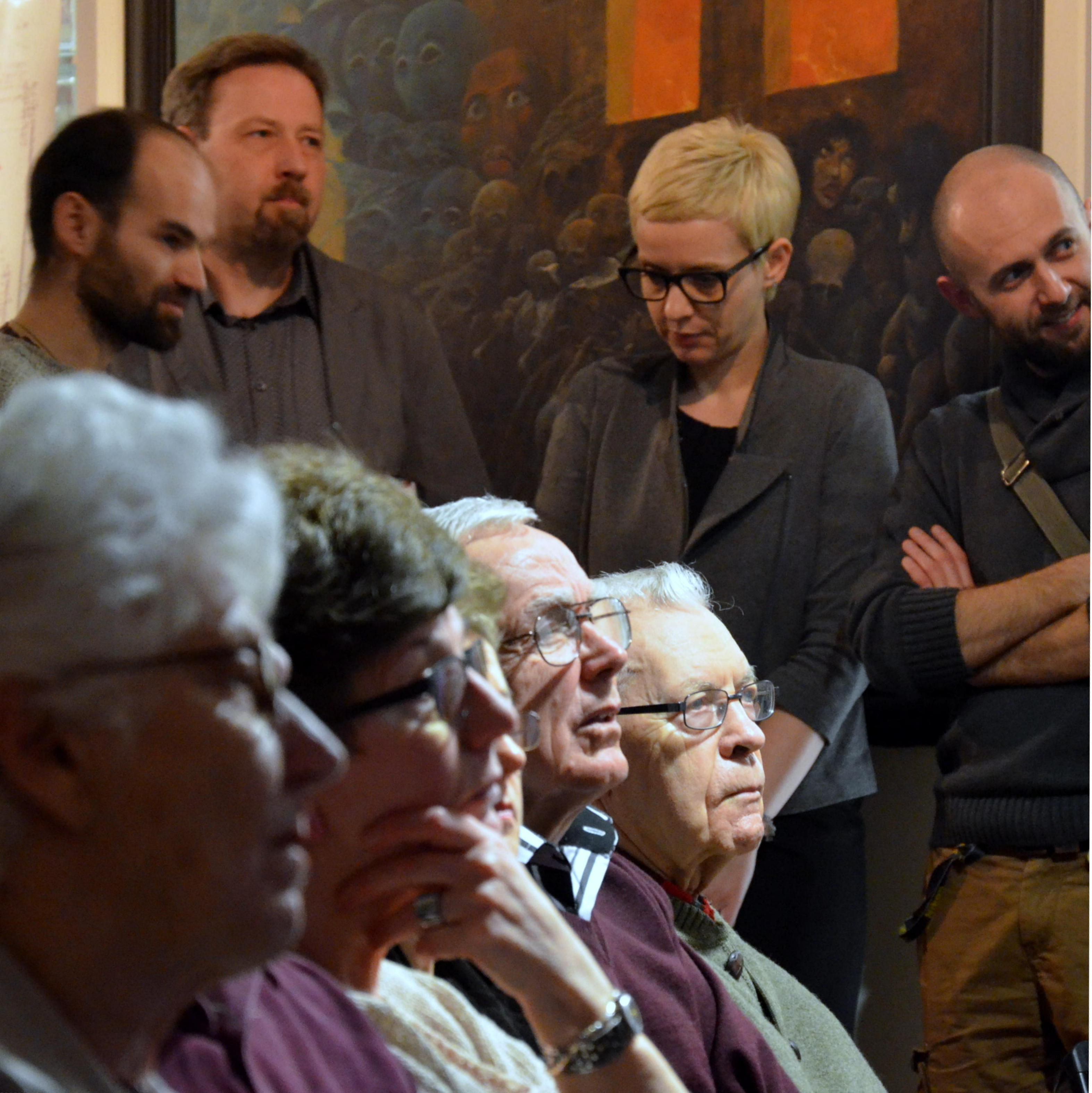
Magdalena Grzebałkowska bei der Vernissage des Buches Beksińscy auf der Burg zu Sanok. (2014)

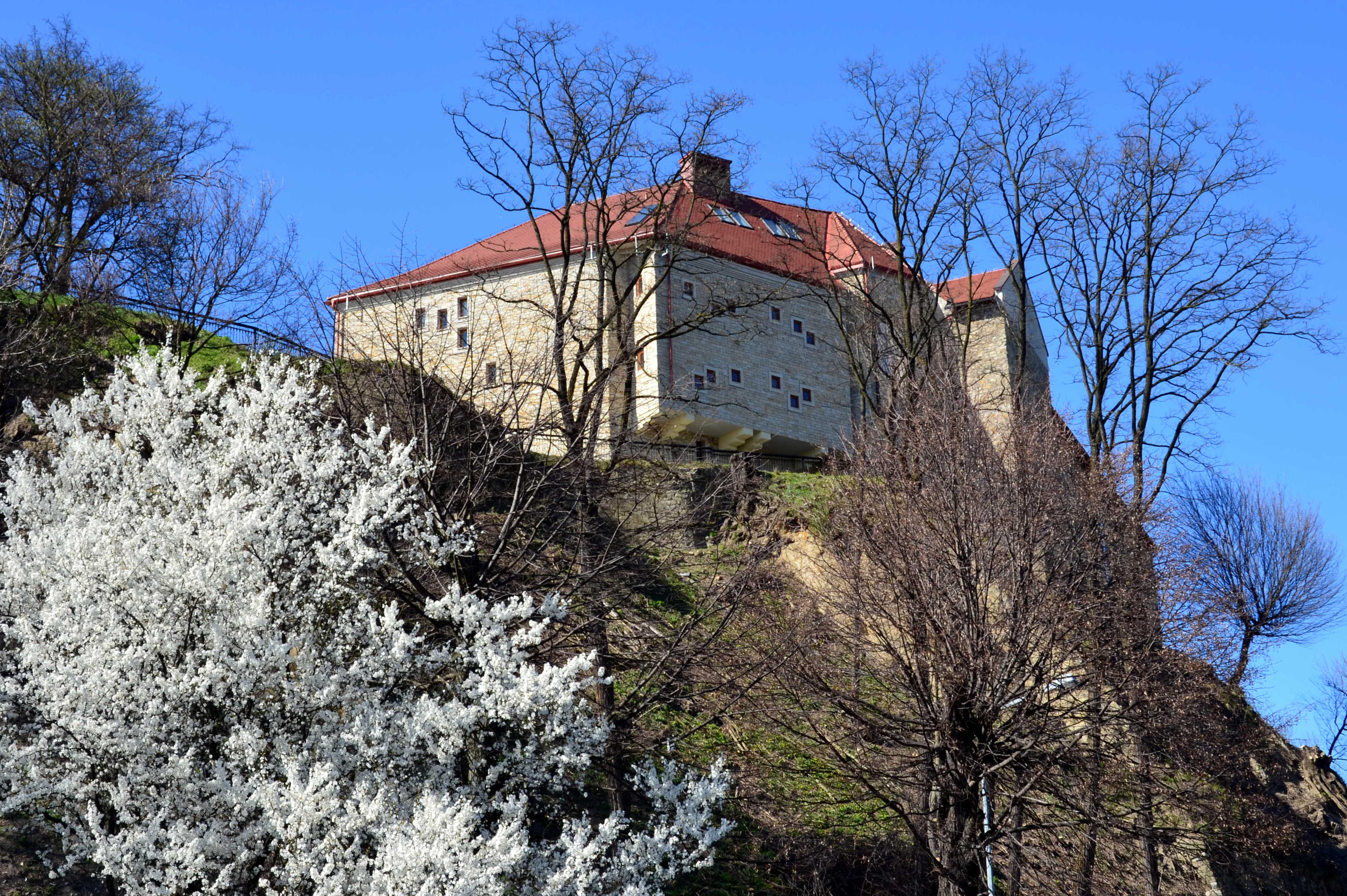
Galerie für Kunst von Zdzisław Beksiński. Die Westseite des Sanoker Königsschlosses.

## Testament
Sein ganzes künstlerisches Werk vermachte Beksiński testamentarisch dem Historischen Museum in Sanok, dem er schon zu seinen Lebzeiten etwa 300 Werke übergeben hatte. Nach dem Tod des Künstlers erhielt das Museum etwa 20 seiner letzten Gemälde, etwa tausend Fotos und Grafiken und auch sein ganzes Vermögen – Wohnungen, Bankanlagen, Computergeräte. Die Sammlungen des Museums vergrößerten sich auch um multimediale Aufnahmen, Briefe oder Filme, die das Familienleben des Schöpfers dokumentieren.
Das Museum besitzt gegenwärtig die größte Sammlung der Werke des Künstlers, die ein paar tausend Bilder, Reliefs, Skulpturen, Zeichnungen, Grafiken und Fotografien umfasst.
Seine Asche wurde auf dem Sanoker Friedhof begraben.

## Werksammlungen
- Das Historische Museum in Sanok, Erbe von Zdzisław Beksiński künstlerischem Nachlass, besitzt zurzeit die größte Sammlung seiner Werke.
- Die Städtische Kunstgalerie in Częstochowa stellt etwa 50 frühe Bilder und etwa 100 Zeichnungen aus.
- Das Museum in Wrocław besitzt viele Werke des Künstlers aus der „abstrakten Periode“ seines Schaffens. Diese sind eine Schenkung der Bilder, die er 1977 nicht aus Sanok mitnehmen konnte.
- Die größte Privatsammlung seiner Bilder und Zeichnungen gehört Anna und Piotr Dmochowski.

## Filmbiographie
Der biographische Spielfilm Die letzte Familie (Ostatnia rodzina) zeigt sein Leben zusammen seiner Ehefrau, Mutter, Schwiegermutter und seinem suizidalen Sohn, dem Radiomoderator und Musikjournalisten Tomasz Beksiński, in einer Plattenbausiedlung in den Jahren 1977 bis 2005. Er ist inhaltlich und stilistisch angelehnt an private Videoaufnahmen des Künstlers, von denen einige als dokumentarische Unterstützung nahtlos im Film auftauchen. Regie: Jan P. Matuszyński. Er wird gespielt von Andrzej Seweryn, der dafür 2016 den Darstellerpreis des Internationalen Filmfestivals von Locarno gewann.